# Barchessa

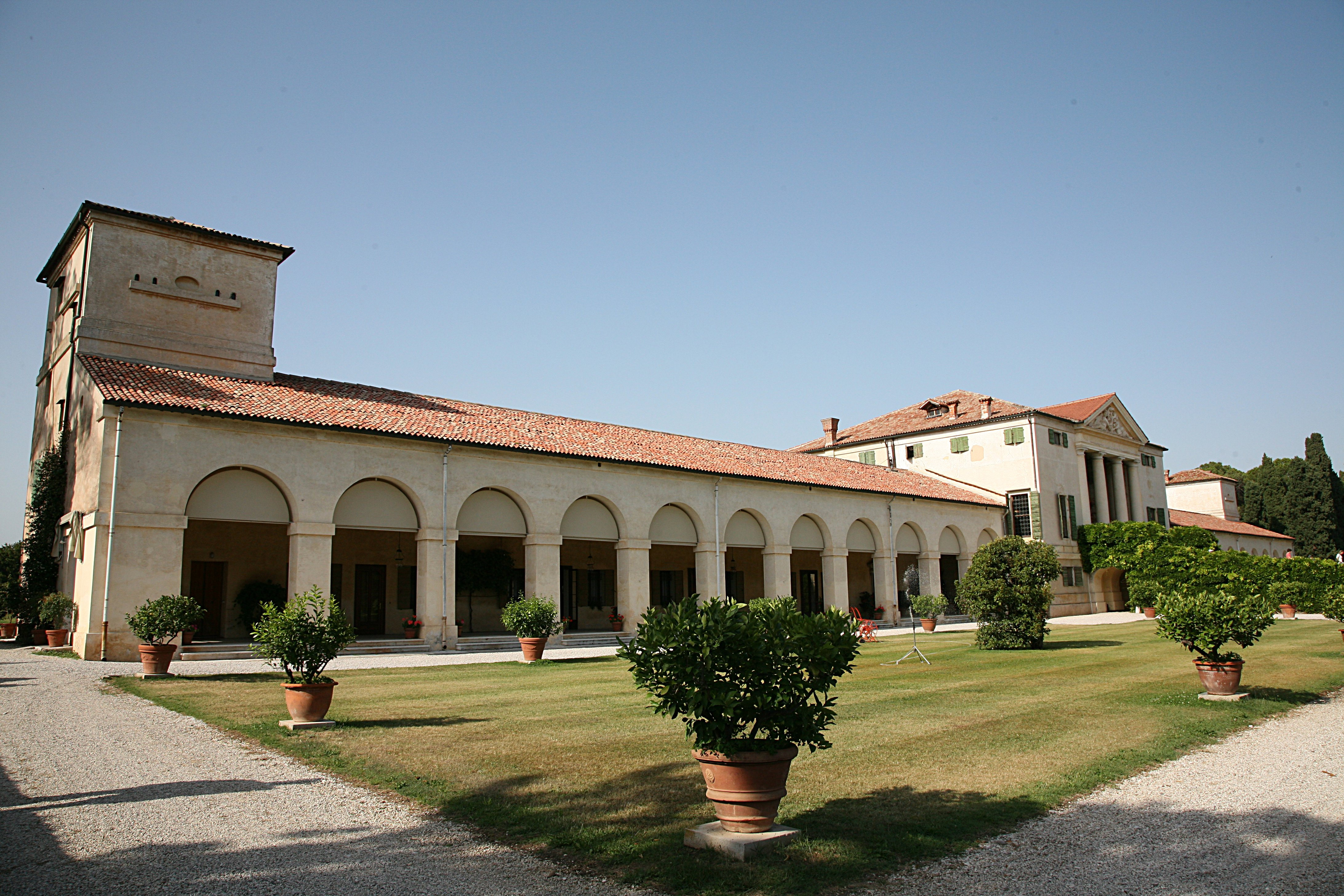
La barchessa di sinistra di Villa Emo a Fanzolo di Vedelago (Treviso), di Andrea Palladio. All'estremità sinistra si nota una torre colombara.

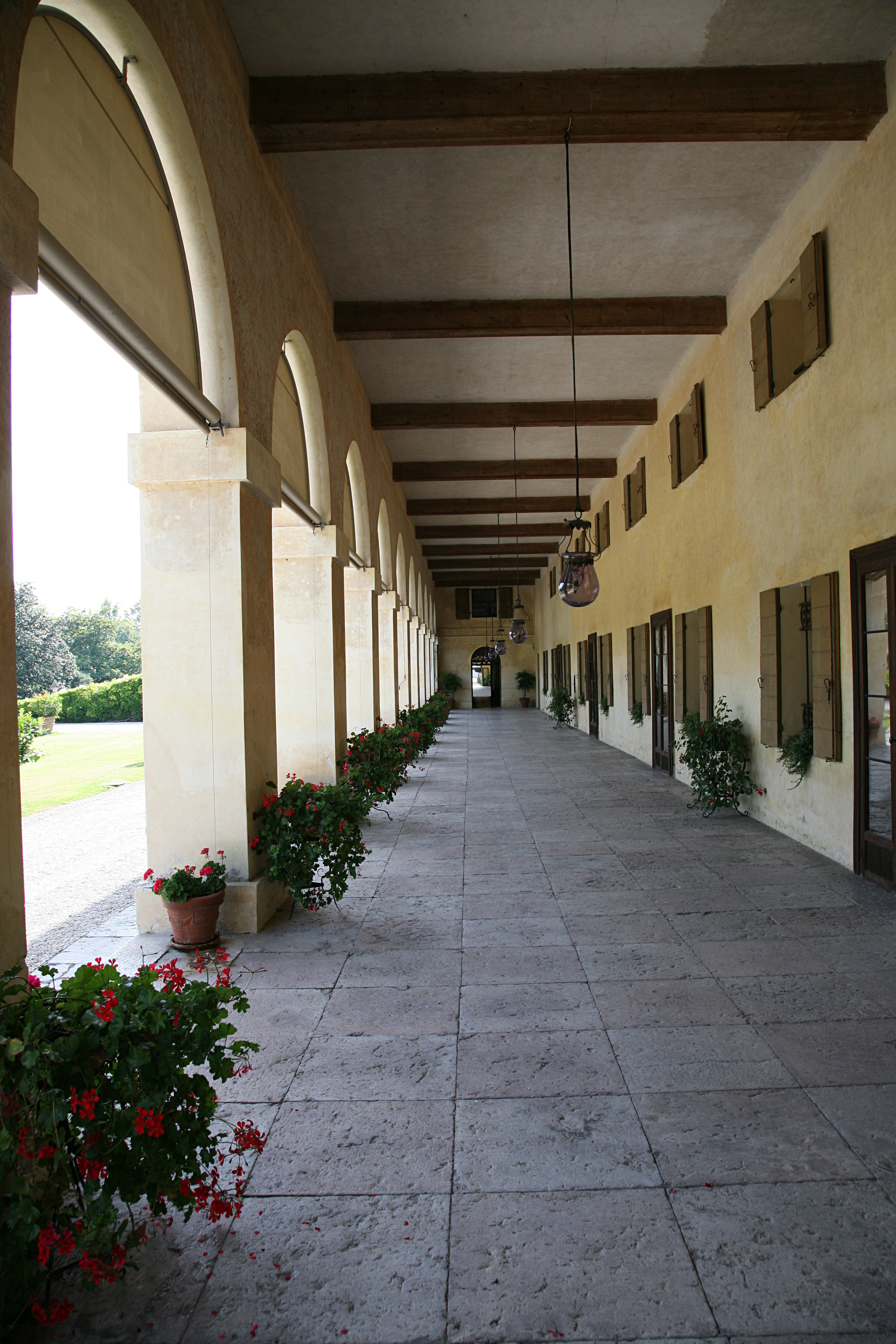
La barchessa di destra di Villa Emo, vista dal suo interno

La barchessa, barcòn o barco è un edificio rurale di servizio, tipico dell'architettura della villa veneta, destinato a contenere gli ambienti di lavoro, dividendo lo spazio del corpo centrale della villa, riservato ai proprietari, da quello dei contadini. Di norma le barchesse erano caratterizzate da una struttura porticata ad alte arcate a tutto sesto ed adibite ai servizi: dalle cucine, alle abitazioni dei contadini, alle stalle e agli annessi rustici (rimessa per arnesi agricoli, magazzino per scorte alimentari ed altro).

## Descrizione
Nell'area della Repubblica di Venezia le barchesse - spesso più d'una - quasi sempre si dispongono lateralmente alla casa dominicale o padronale (il corpo centrale della villa che ospita la residenza del proprietario) e, di norma, sono parte integrante di un grande complesso agricolo produttivo. Andrea Palladio diede dignità architettonica alle barchesse, affiancandole, allineandole e collegandole alla casa padronale, conferendo all'insieme maggiore simmetria e monumentalità. Anche l'orientamento era importante: nei suoi Quattro libri dell'architettura (Venezia, 1570), Palladio afferma che le barchesse dovrebbero essere esposte a Sud in modo da tenere asciutta la paglia, per evitare che fermenti e bruci.
Nelle campagne venete - e in particolare lungo la riviera del Brenta - non è infrequente trovare oggi barchesse prive della villa: a causa della tassazione sulle ville, durante l'Ottocento molti edifici del patriziato veneziano vennero abbattuti, lasciando solo le barchesse, utili come rustici o magazzini.

## Esempi

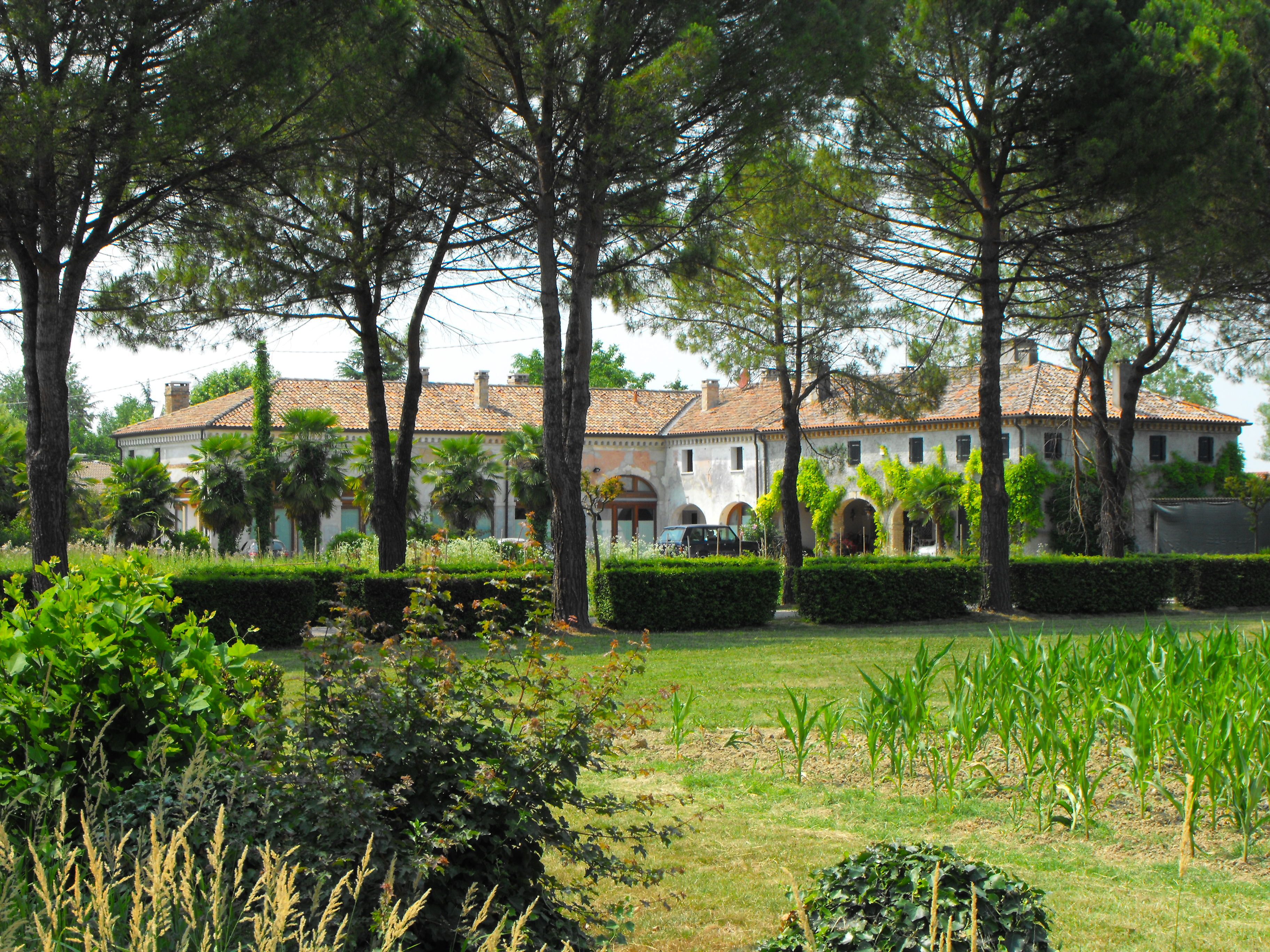
Villa Algarotti come si presenta oggi: dell'edificio resta la sola barchessa (Marocco di Mogliano Veneto).

Tra le più famose e caratteristiche barchesse ci sono quelle abbinate alle seguenti ville:
- Villa Badoer, detta "la Badoera", progettata da Andrea Palladio, nel comune di Fratta Polesine, provincia di Rovigo (l'unica villa in cui Palladio realizzò concretamente la sua idea di barchesse ricurve ad emiciclo).
- Villa Tiretta Agostini, Giavera del Montello (Provincia di Treviso).
- Villa Emo Capodilista a Fanzolo di Vedelago (provincia di Treviso), di Andrea Palladio
- Villa Barbaro a Maser (provincia di Treviso), di Andrea Palladio, alle cui estremità trovano posto le torri colombare e meridiane.
- Villa Manin a Passariano di Codroipo (Provincia di Udine) dove fu firmato il trattato di Campoformio (ora Campoformido)
- Villa Contarini a Piazzola sul Brenta (provincia di Padova)
- Villa Albrizzi Franchetti, progettate da Andrea Pagnossin, a San Trovaso (comune di Preganziol in provincia di Treviso).
- Villa Sagredo (Vigonovo), nella Riviera del Brenta a Vigonovo (in provincia di Venezia).

Oppure le singole barchesse, oggi prive della villa:
- Barco della Regina Cornaro ad Altivole (Treviso)
- Barchessa Loredan a Volpago del Montello (Treviso)
- Barchessa di villa Grollo a Selva del Montello di Volpago del Montello (Treviso)
- Barco Barbarigo Biagi a Montebelluna
- Barchessa di Villa Thiene a Cicogna di Villafranca Padovana (A. Palladio)
- Barchesse di Villa Valmarana a Mira lungo la Riviera del Brenta
- Barchessa di Villa Pola detta il "Barcòn" a Barcòn di Vedelago (Treviso)
- Barchessa di Villa Monza a Dueville (Vicenza)
- Barchessa di villa Badoer detta "La Rotonda" di Badoere di Morgano (TV)
- Barchessa di Villa Monselicense di Davide Boetto (PD)

## Galleria d'immagini

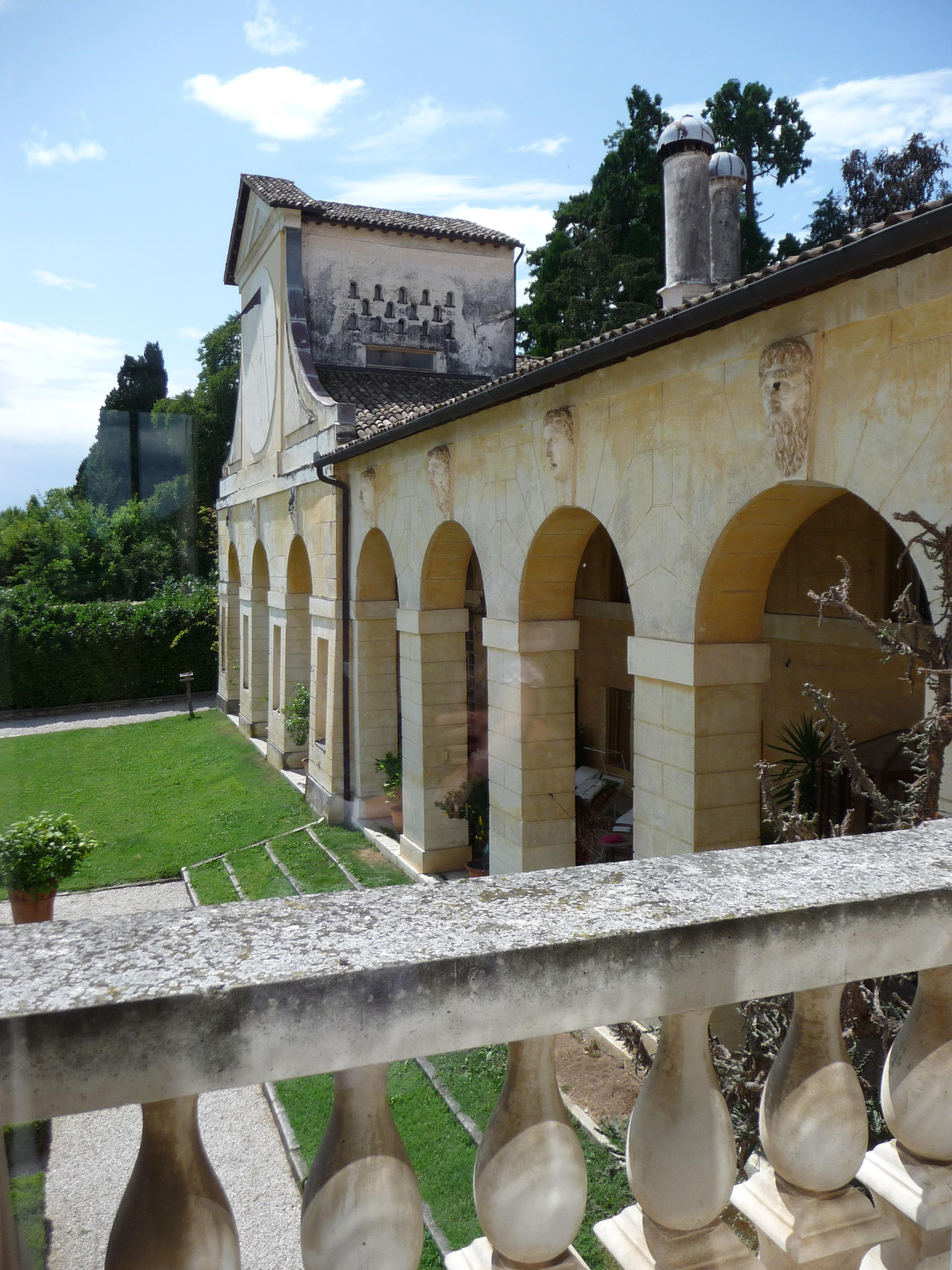
La barchessa di sinistra di Villa Barbaro a Maser (TV), vista dalla villa
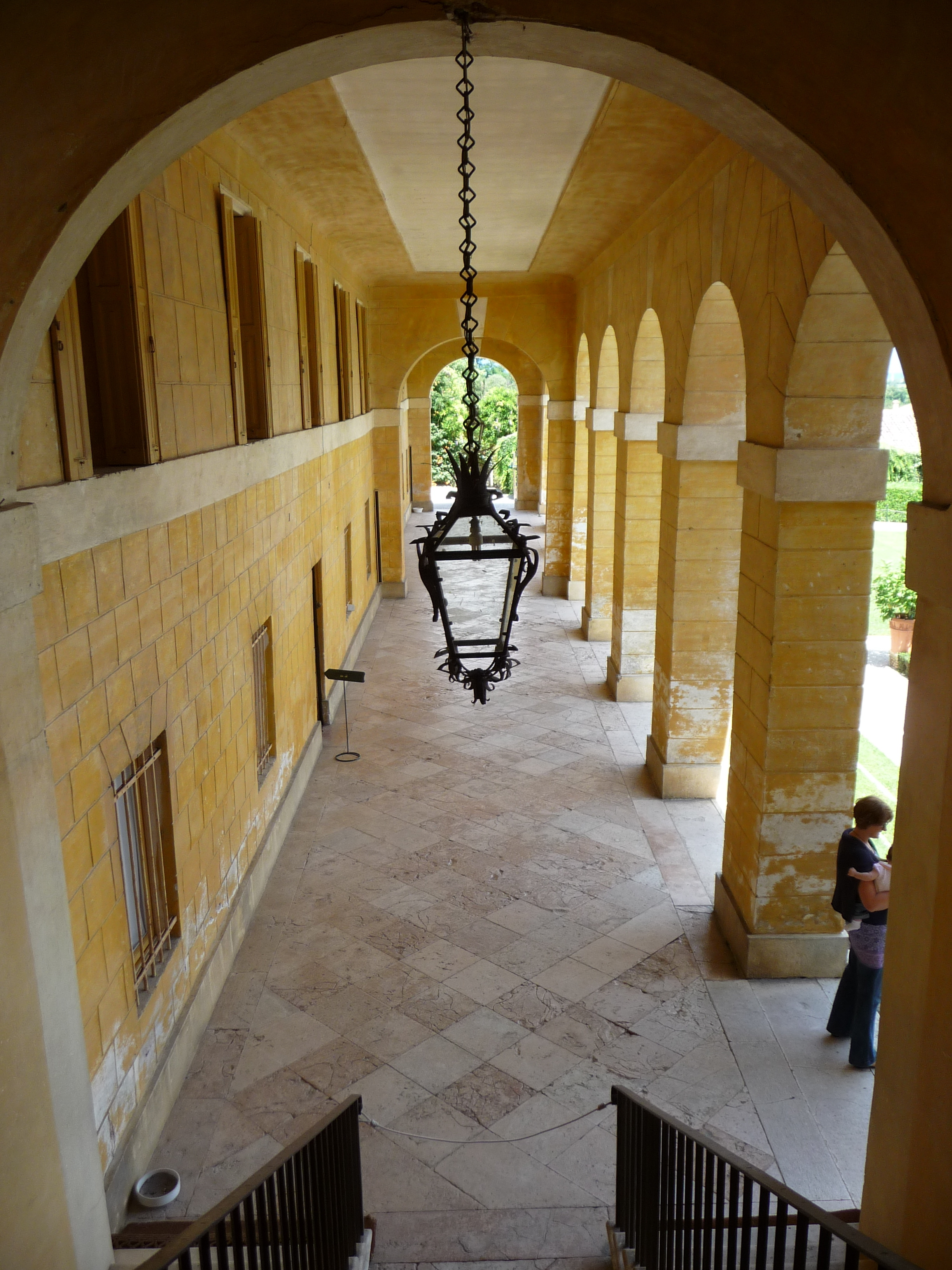
La barchessa di destra di Villa Barbaro, vista dal suo interno
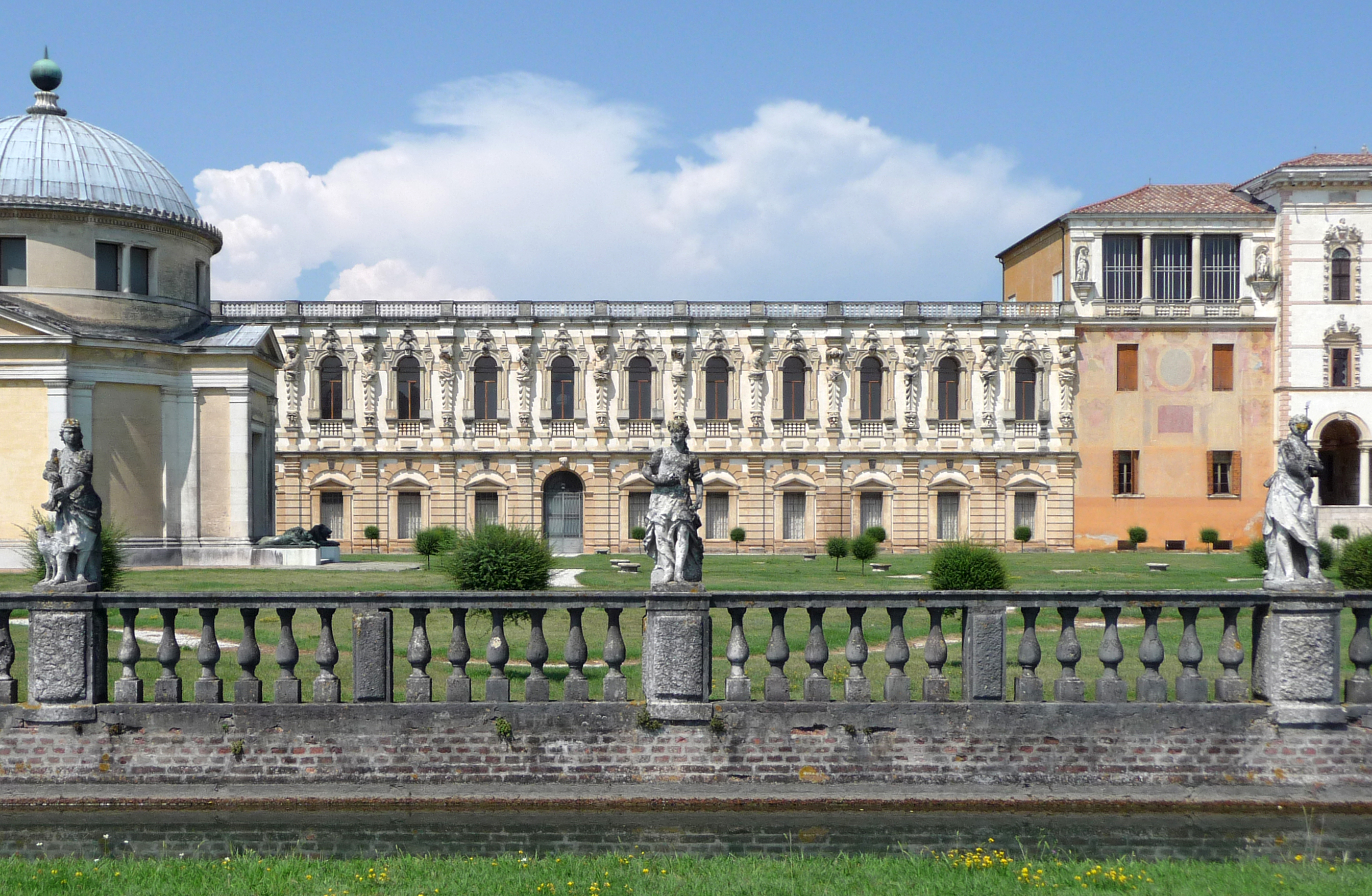
Barchessa di sinistra di Villa Contarini a Piazzola sul Brenta
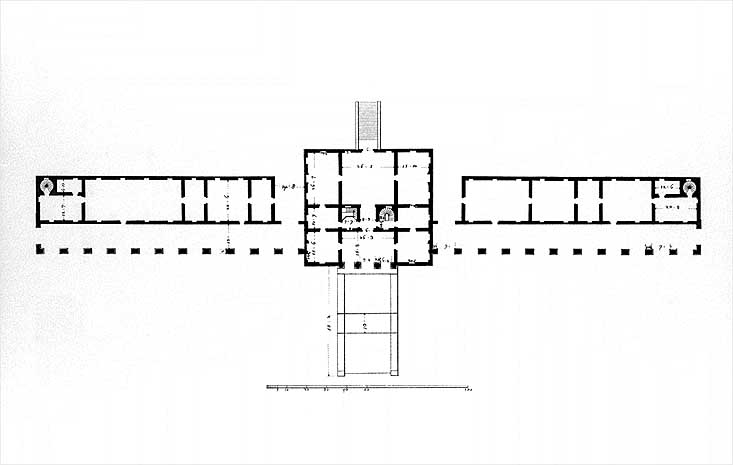
Pianta di Villa Emo. Si notano il corpo della casa dominicale (quadrato, al centro) e, a destra e a sinistra, i rettangoli allungati delle barchesse (disegno di Ottavio Bertotti Scamozzi, 1781)
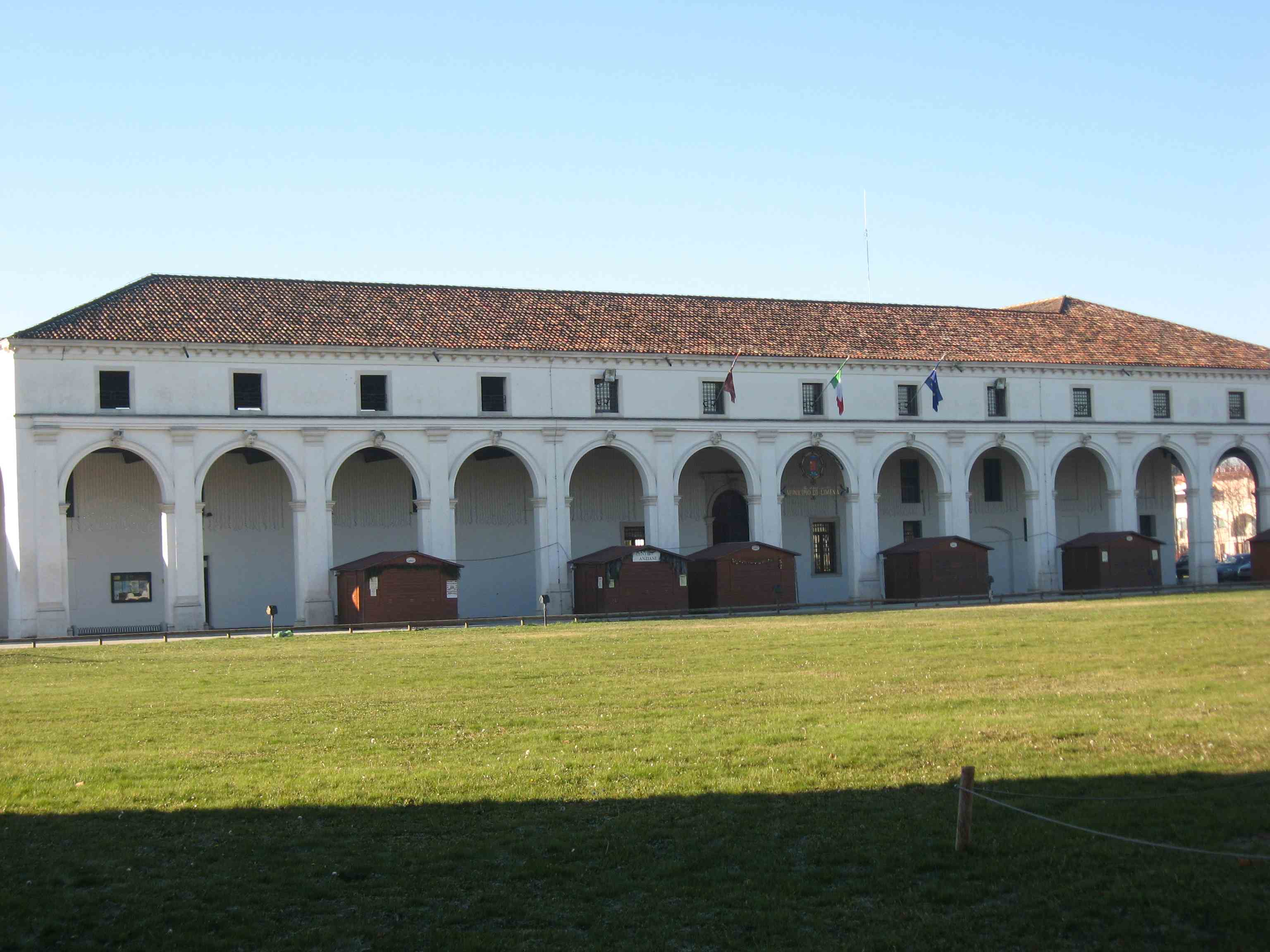
Barchessa di Limena (Padova), oggi sede del Municipio
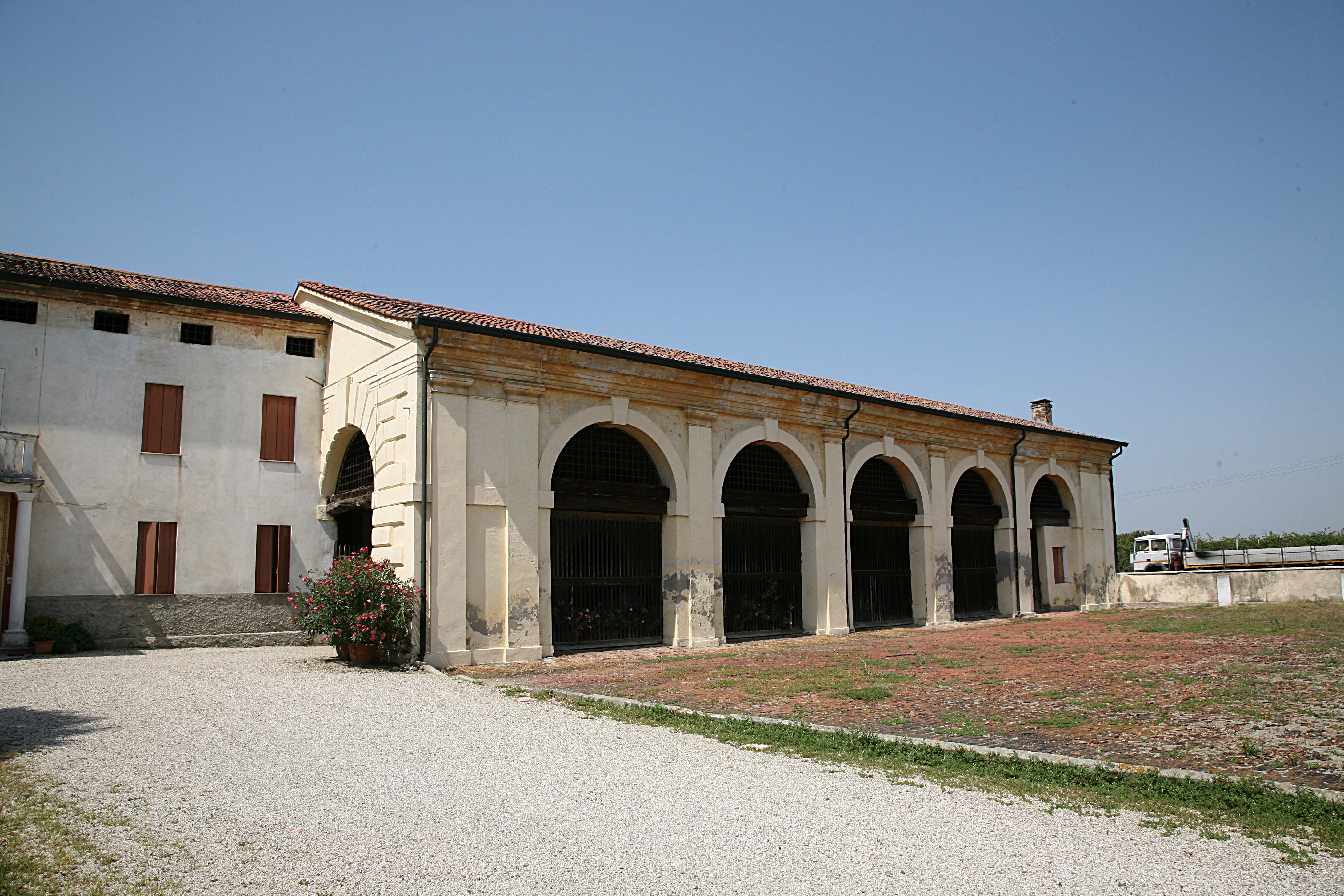
Barchessa di Villa Thiene a Cicogna, unico residuo di un progetto palladiano